# Karin Eurén
Karin Eurén (født i Vittinge, opvokset i Partille ved Göteborg) er en svensk/dansk sangerinde og sangskriver. Hun har sunget, siden hun var 5 år gammel, og i 1980'erne optrådte hun rundt omkring i Danmark og på Grønland med sit coverband. Derudover har hun været elev på Københavns Show og Teaterskole.
I 1986 deltog hun i Se & Hørs Amatør-grandprix og vandt 2. pladsen.
I 2005 begyndte Karin Eurén for alvor at skrive sin egen musik og tog en diplomuddannelse i musik. Samme år udgav hun et par singler på dansk og sin første EP 3 Songs i 2006. Et amerikansk plade-/distributionsselskab udsendte EP'en til countryradiostationer over hele Europa og Australien med mange fine kommentarer til følge. Alle tre sange blev flittigt ønsket og spillet på DR P4.
I 2007 blev singlen ”Why Did Ya?” produceret af Søren Sebber Larsen udsendt og lokalradioerne tog den til sig. Lidt senere på året 2007 blev Karin medlem af Danske Populærautorer. På en sangskriveruge i DPA regi fik Karin kontakt med B-Joe, som hun et par år senere skrev sangen ”Walking” med. Den blev udgivet i foråret 2009 og playlistet på P4 kort tid efter.
På en anden sangskriveruge opstod idéen til at indspille musikken til hendes første hele album i Nashville, TN, USA. Hendes sange fra debutalbummet The Carousel of Life i 2010 er blevet spillet overalt i verden, og flere sange har ligget i rotation på bl.a. DR P4.
I juni 2013, udgav Karin Eurén albummet Take Away. Sangen "While You Were Gone" blev playlistet på DR P4 og DR P5, og andre sange bliver spillet flittigt, også på diverse lokalradioer i Danmark, USA, Sverige og Japan m.fl.
De fleste sangene på Take Away var allerede indspillede i Nashville tilbage i 2010, men nogle sange blev indspillede herhjemme i Lundgaard Studios med musikere som Knud Møller (Johnny Madsen), Frank Thøgersen (Kandis) og Tommy Rasmussen Arkiveret 9. september 2017 hos  Wayback Machine   (Neighbours). Titelmelodien "Take Away" og andre sange kunne høres på både DR P4 og DR P5. Der blev også lavet to linedanse til titelmelodien. De kan findes YouTube.
I efteråret 2014 var sangerinden i USA for at skrive sange med amerikanske sangskrivere. Det foregik i The House of Songs Austin, Texas. Et koncept opfundet af Poul Krebs og Troy Campbell. Her mødte hun Steven Bacon Arkiveret 8. september 2017 hos  Wayback Machine   fra Alaska. De skrev sangen "Home", som senere skulle vise sig at blive Karins første store radiohit.
Men først skulle popsangen ”So Damn Right ”, produceret af Mogens Binderup, sendes ud i foråret 2015. Med denne sang fulgte også en musikvideo, som kan ses her.
Efter at sangen "Home" havde ligget i skuffen et par år, udsendte Karin den i foråret 2016. Den blev produceret af Søren Skov - Skovlab med Troels Skovgaard, Helge Solberg og Sten Larm Arkiveret 3. februar 2022 hos  Wayback Machine  som musikere. Det skulle vise sig blive et godt samarbejde, og i sommeren 2016 var "Home" den mest spillede sang på DR P5.
Karin Eurén deltog i en sangskrivercamp i København i 2016 - Nashville Songwriting Camp - hvor amerikanske sangskrivere var inviteret til at skrive sammen med et udvalgt hold af danske sangskrivere. Fra denne camp valgte Eurén at indspille sangen "Take a Chance on Tomorrow", en co-write med Isaac Hayden (US) og Kris Martinsen. Den blev også et hit på DR P5.
I 2017 udgav hun sin nyeste sang "Write Your Sorrows in the Sand", en keltisk-inspireret sang, som er en af de andre, der blev født ud af Nashville Songwriting Camp. På sangen medvirker musikeren og komponisten Gerard 'Ger' Fahy fra Irland, som bl.a. har komponeret sange til det spektakulære riverdance-show "Lord of the Dance". Også denne sang blev produceret af Søren Skov - Skovlab, og musikvideoen kan ses på dette link på YouTube. Sangen er dedikeret til hendes førstefødte barnebarn.  
Sangen "Hvad med i morgen?" - en duet med Henrik Stanley Møller - kom på kort besøg på Dansktoppen. Den skrevet af B-Joe og sangerinden på en sangskriver uge i Lundgaard helt tilbage i 2008. Den seneste udgivne sang "Emely" er skrevet til en ung pige, som konfirmationsgave fra hendes forældre. Sangen blev udgivet i september 2022. 

## Diskografi
- Emely (Single 2022)
- Hvad med i morgen? - m. Henrik Stanley Møller (Single 2022)
- Write Your Sorrows in the Sand (single 2017)
- TSP vol. 168 USA (comp. 2017)
- Take a Chance on Tomorrow (single 2017)
- TSP vol.1 55 USA (comp. 2016)
- Home (single 2016)
- TSP vol. 142 USA (comp. 2015)
- So Damn Right (single 2015)
- TSP vol. 132 USA (comp. 2014)
- TSP Vol. 120 USA (comp. 2013
- Take Away (album 2013)
- Spil Dansk - DPA (comp. 2011)
- The Carousel Of Life (album 2010)
- Walking (radiosingle 2009)
- Western Heart Prom. (USA) (comp. 2007)
- Why Did Ya? (radiosingle 2007)
- 3 Songs (EP 2006)
- Tanker ved Ilden (radiosingle 2005)
- Vårguld (radiosingle 2005)